# Euglossa platymera
Euglossa platymera är en biart som beskrevs av Dressler 1982. Euglossa platymera ingår i släktet Euglossa, tribus orkidébin, och familjen långtungebin. Inga underarter finns listade.